# Borče Sredojević
Borče Sredojević ( em sérvio:  Бopчe Cpeдojeвић) nascido em 1 de fevereiro de 1958 é um técnico de futebol da Bósnia e ex-jogador. 

## Carreira de jogador
Nascido no Bosanska Gradiška, na RS Bósnia e Herzegovina (Iugoslávia), filho de uma família sérvia-bósnia, começou a jogar no FK Kozara Gradiška, mas os destaques da carreira foram durante a primeira Liga Jugoslava com o OFK Beograd,  FK Borac Banja Luka, NK Rijeka e FK Partizan, antes de se mudar para a Espanha para jogar na La Liga com o Deportivo de La Coruña . 

## Carreira de técnico
Ele começou sua carreira de treinador em 1993 e foi gerenciar vários clubes na Bósnia, Sérvia e Eslovênia.      Notavelmente, foi assistente de formação de quatro treinadores da Seleção Bósnia de Futebol, entre 2007 e 2014, gozando de total confiança como tático e analista.  Notavelmente, Sredojević ajudou Fuad Muzurović (2007), Meho Kodro (2008), Miroslav Blažević (2008-2009) e Safet Sušić (2010-2014).   O maior sucesso de Sredojević aconteceu em 2014, quando ele alcançou a primeira Copa do Mundo da FIFA de 2014 com a seleção da Bósnia e Herzegovina, enquanto ajudava Safet Sušić, que era o técnico da equipe.  Entretanto, ele também lidera o clube da Premier League da Bósnia e Herzegovina, FK Leotar, como treinador principal. Seu último trabalho foi como gerente do FK Kozara Gradiška na Primeira Liga da Republika Srpska, que terminou em 26 de setembro de 2017.